# Ів Аллегре
Ів Едуа́р Аллегре́ (фр. Yves Édouard Allégret; 13 жовтня 1905, Аньєр-сюр-Сен, О-де-Сен, Франція — 31 січня 1987, Париж, Франція) — французький кінорежисер та сценарист. Молодший брат кінорежисера Марка Аллегере.

## Біографія
Ів Едуар Аллегре народився 13 жовтня 1907 року в сім'ї пастора Елі Аллегре (1865—1940) та Сусанне Ергардт, молодший брат кінорежисера Марка Аллегре. Навчався в ліцеї Жансон в Сайї, потім вивчав право і, отримавши диплом, поступив на літературний факультет, якого так і не закінчив.
У кіно з 1929 року, починав асистентом режисерів Ж. Ренуара, А. Дженіни і свого брата М. Аллегре. Деякий час був пов'язаний з троцькістами, входив до складу «синьоблузної» групи «Жовтень», з якою в 1933-му гастролював в СРСР. У 1932 зняв короткометражний документальний фільм «Тенерифе», знімав також спільно з Жаном Ораншем рекламні фільми. Свою першу повнометражну стрічку — «Ангел Тобі» (фр. Tobie est un ange) Ів Аллегре зняв у 1941 році, але ця стрічка загинула під час пожежі. У 1942 він під псевдонімом Ів Шамплейн зняв фільм «Двоє боязких» (фр. Les Deux Timides).
Повноцінна режисерська кар'єра Іва Аллегре почалася лише після Другої світової війни у 1946 році, коли він зняв стрічку «Демони світанку», що прославляла подвиги французьких десантників під час Другої світової війни. Наступні фільми режисера — «Деде з Антверпена» (1948), «Такий чарівний маленький пляж» (1949), «Манеж» (1950) — зображували самотніх людей, що переживають трагічний розлад з жорстокою дійсністю. Потім у творчості Аллегре посилюються соціальні та гуманістичні мотиви. У фільмі «Дива трапляються лише раз» (1951) показаний зв'язок особистої драми героїв із загальною драмою війни, у фільмі «Шкіряний ніс» (1951) засуджується лицемірне відношення суспільства до молоді. У 1953 році Аллегре поставив у Мексиці (за оригінальним сценарієм Жана-Поля Сартра «Чума» 1943 року) фільм «Гордії» (1953) — про лікаря, що спився, якому любов і співчуття до бід простих людей допомагають впоратися з недугою. У фільмах «Найкраща доля» (1956) і «Жерміналь» за Емілем Золя (1963) звучить тема солідарності трудящих.
У 1956 році друг Іва Аллегре актор Жан-Клод Бріалі познайомив його з Аленом Делоном, який збирався поїхати за контрактом до Голлівуду, але Аллегре умовив Делона почати акторську кар'єру на батьківщині, запропонувавши йому невелику роль у своєму новому фільмі" Коли втручається  жінка". З приводу кандидатури Делона у Аллегре виник конфлікт з продюсерами фільму: продюсери віддавали перевагу популярному в ті роки Анрі Видалю, Аллегре ж зняв Делона. Конфлікт врешті вирішила виконавиця головної ролі, Едвіж Фейєр. Подивившись проби майбутнього актора, вона зуміла переконати продюсерів у тому, що в Делоні є «щось більше, ніж обіцяла його бездоганна зовнішність», і Делон був затверджений.
Ів Аллегре знімав також фільми популярних жанрів: «Мадемуазель Нітуш» (1954), «Оазис» (1954), «Джонні Банко» (1967), «Не кусайся, тебе люблять» (1976).

## Особисте життя
Ів Аллегре був одружений з Рене Нав'є (розлучилися), у цьому шлюбі мав сина Жиля Аллегре (1936—1955), який почав зніматися в кіно під псевдонімом Жиль Галліон, загинув у 1955 році в автокатастрофі.
З 1944 по 1949 роки Аллегре був одружений з Симоною Синьоре, донька Катрін Аллегре також стала кіноакторкою.
Остання дружина Іва Аллегре — акторка Мішель Корду (1920—1987) знімалася в кількох його фільмах, у тому числі «Гордії» (1953). Ів Аллегре і Мішель Корду поховані разом в Жуар-Поншартен (у департаменті Івлін біля Парижа), де вони мешкали.

## Фільмографія
|           | Рік | Назва українською                   | Оригінальна назва                   | Режисер | Сценарист |
| --------- | --- | ----------------------------------- | ----------------------------------- | ------- | --------- |
| 1937      |     | Вам нічого сказати?                 | Vous n'avez rien à déclarer?        |         | Так       |
| 1937      | к/м | Ардеш                               | L'Ardèche                           | Так     |           |
| 1937      |     | Той, хто виграє                     | Le gagnant                          | Так     |           |
| 1939      | к/м | Дівчата Франції                     | Jeunes filles de France             | Так     | Так       |
| 1940      |     | Ангел Тобі                          | Tobie est un ange                   | Так     |           |
| 1943      |     | Двоє боязких                        | Les deux timides                    | Так     |           |
| 1945      |     | Скринька снів                       | La boîte aux rêves                  | Так     | Так       |
| 1946      |     | Демони світанку                     | Les démons de l'aube                | Так     |           |
| 1948      |     | Деде з Антверпена                   | Dédée d'Anvers                      | Так     | Так       |
| 1948      |     | Такий красивий маленький пляж       | Une si jolie petite plage           | Так     |           |
| 1950      |     | Манеж                               | Manèges                             | Так     |           |
| 1951      |     | Дива трапляються лише раз           | Les miracles n'ont lieu qu'une fois | Так     |           |
| 1952      |     | Шкіряний ніс                        | Nez de cuir                         | Так     |           |
| 1952      |     | Сім смертних гріхів (новела «Хіть») | Les sept péchés capitaux            | Так     |           |
| 1952      |     | Божевілля молодості                 | La jeune folle                      | Так     |           |
| 1953      |     | Гордії                              | Les orgueilleux                     | Так     | Так       |
| 1954      |     | Мадемуазель Нітуш                   | Mam'zelle Nitouche                  | Так     | Так       |
| 1955      |     | Оазис                               | Oasis                               | Так     |           |
| 1955      |     | Найкращі роки                       | La meilleure part                   | Так     | Так       |
| 1957      |     | Бережіться, дівчатка!               | Méfiez-vous, fillettes!             | Так     |           |
| 1957      |     | Коли втручається жінка              | Quand la femme s'en mêle            | Так     |           |
| 1958      |     | Дівчина з Гамбурга                  | La fille de Hambourg                | Так     | Так       |
| 1959      |     | Амбітний                            | L'ambitieuse                        | Так     |           |
| 1960      |     | Собачий пікнік                      | Chien de pique                      | Так     | Так       |
| 1962      |     | Терор у савані                      | Konga Yo                            | Так     | Так       |
| 1963      |     | Жерміналь                           | Germinal                            | Так     |           |
| 1967      |     | Джонні Банко                        | Johnny Banco                        | Так     | Так       |
| 1967-1990 | т/с | Розслідування комісара Мегре        | Les enquêtes du commissaire Maigret | Так     |           |
| 1970      |     | Вторгнення                          | L'invasion                          | Так     |           |
| 1973      | т/с | Насіння кропиви                     | Graine d'ortie                      | Так     |           |
| 1976      |     | Не кусайся, тебе люблять            | Mords pas, on t'aime!               | Так     | Так       |

## Визнання
| Рік                                        | Категорія                    | Фільм                        | Результат |
| ------------------------------------------ | ---------------------------- | ---------------------------- | --------- |
| Венеційський міжнародний кінофестиваль     |                              |                              |           |
| 1948                                       | Міжнародний Гран-прі         | Деде з Антверпена            | Номінація |
| 1953                                       | Золотий лев                  | Гордії                       | Номінація |
| 1953                                       | Бронзовий лев                | Гордії                       | Перемога  |
| Міжнародний кінофестиваль у Карлових Варах |                              |                              |           |
| 1956                                       | Приз за найкращу режисуру    | Найкращі роки                | Перемога  |
| Каннський міжнародний кінофестиваль        |                              |                              |           |
| 1962                                       | Золота пальмова гілка        | Терор у савані               | Номінація |
| Премія «Сезар»                             |                              |                              |           |
| 1987                                       | Почесний «Сезар» (посмертно) | Почесний «Сезар» (посмертно) | Перемога  |